# フランコ・コロンバ
フランコ・コロンバ（Franco Colomba, 1955年2月6日 - ）は、イタリア・グロッセート出身の元サッカー選手、現サッカー指導者。現役時代のポジションはミッドフィールダー。

## 経歴
現役時代はミッドフィールダーとして、ボローニャFC、モデナFCなどでプレーした。1990年に引退。
引退後はモデナで監督業を始めた。1997年にはセリエBのレッジーナ・カルチョ監督に就任。翌年にはセリエAのヴィチェンツァ・カルチョ監督に就任するも解任。1999年、レッジーナ監督に復帰して3シーズンを過ごした。エラス・ヴェローナFCに敗れてセリエB降格(2001年)、セリエA昇格を経験(2002年)。
2002-03シーズン、セリエBのSSCナポリ監督に就任するが、途中解任と復帰という混乱で15位に終わる。2003-2004シーズン、レッジーナ監督に再度就任したものの、成績不振で解任された。このシーズンは中村俊輔を指導している。翌シーズン、セリエAに昇格したASリヴォルノ・カルチョの監督に就任したが、突如解任され、ロベルト・ドナドーニが後任となった。2005年10月、セリエBのUSアヴェッリーノ1912監督に就任するも、USアルビーノレッフェとのプレーオフに敗れて降格となった。
2006年12月、マルコ・ジャンパオロの後任としてカリアリ・カルチョ監督に任命されるも、短期間で解任。2007-2008シーズンはレガ・プロ・プリマ・ディヴィジオーネのヴェローナ監督に就任したが、成績不振で解任。2008-09シーズンはセリエBのアスコリ・カルチョで残留に成功。2009年10月、ジュゼッペ・パパドプーロの後任として、ボローニャ監督に就任し、17位で残留に成功した。2010年8月29日、開幕戦直前にセルジオ・ポルチェッダ新会長と対立し解任された。その後、2011年4月5日に降格圏内から勝ち点2差の16位と低迷していたパルマFCの監督にパスクアーレ・マリーノの後任として就任。就任後の7試合は4勝2分1敗の好成績を残し、前年のボローニャに続いて残留を果たした。しかし2011-12シーズンは一転して不振に陥り、2012年1月8日に解任された。
2012年12月、セリエBのカルチョ・パドヴァの監督に就任。
2014年シーズンにISLのFCプネー・シティに招聘され、初めて国外で指揮を執った。2016年3月21日にリヴォルノの監督に復帰したが、翌月16日に解任されることが発表された。